# 17. prosinec
17. prosinec je 351. den roku podle gregoriánského kalendáře (352. v přestupném roce). Do konce roku zbývá 14 dní.

## Události

### Česko
- 1895 – V Mladé Boleslavi vznikla společnost Laurin & Klement.
- 1938 – V časopise Mladý hlasatel vyšel první díl kresleného seriálu Rychlé šípy spisovatele Jaroslava Foglara.
- 1971 – V Kvasinách byly vyrobeny poslední kusy osobního vozu Škoda Octavia Combi, čímž AZNP oficiálně ukončily výrobu osobních automobilů klasické koncepce s motorem vpředu a pohonem zadních kol.
- 2016 – Byl otevřen poslední úsek dálnice D8 mezi Prahou a Drážďany. Stavba trvala 32 let.
- 2021 – Prezident Zeman jmenoval na zámku v Lánech vládu Petra Fialy.

### Svět
- 0283 – Caius se stal papežem.
- 0546 – Ostrogótský král Totila dobyl město Řím.
- 0942 – Byl zavražděn normandský vévoda Vilém Dlouhý meč.
- 1538 – Papež Pavel III. vyloučil z církve anglického krále Jindřicha VIII.
- 1637 – Propuklo povstání japonských křesťanů, do jehož čela se postavil šestnáctiletý Amakusa Širó.
- 1770 – V Bonnu byl pokřtěn hudební skladatel Ludwig van Beethoven.
- 1790 – Ve městě Ciudad de México byl nalezen Sluneční kámen, známý též jako Aztécký kalendář.
- 1892 – Vyšlo první číslo časopisu Vogue.
- 1903 – Bratři Wrightové uskutečnili první let letadlem.
- 1938 – Otto Hahn a Fritz Strassmann experimentálně zjistili, že uran ozářený neutrony se v některých případech štěpí. To bylo nakonec v následujících letech dopracováno k první řízené řetězové reakci, která se uskutečnila 2. prosince 1942.
- 1970 – Střelba do protestujících dělníků v polské Gdyni si vyžádala kolem 40 mrtvých a 1000 zraněných.
- 1989 – V USA byl odvysílán 1. díl seriálu Simpsonovi.

## Narození

### Česko

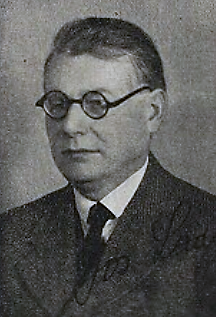
Josef Lada (* 1887)

- Josef Lada (* 1887) 1489 – Petr V. z Rožmberka, český šlechtic († 2./6. listopadu 1545)
- 1594 – Albrecht Jan Smiřický, český šlechtic († 18. listopadu 1618)
- 1830
  - Václav Zenger, fyzik, rektor Českého vysokého učení technického v Praze († 22. ledna 1908)
  - Josef Šimon, kněz a čestný kanovník Katedrální kapituly u sv. Štěpána v Litoměřicích († 9. dubna 1907)
- 1845 – Jan Rosický, českoamerický novinář a prozaik († 2. dubna 1910)
- 1831 – Emanuel Purkyně, botanik a meteorolog († 23. květen 1882)
- 1861 – Jan Barták, rakousko-český politik a poslanec Českého zemského sněmu († 30. května 1941)
- 1868 – Božena Elšlégrová-Puklová, operní zpěvačka a sociální pracovnice († 1950)
- 1871 – František Herman, právník, spisovatel, básník a dramatik († 2. června 1949)
- 1886 – Miroslav Servít, pedagog a přírodovědec († 6. dubna 1959)
- 1887 – Josef Lada, český malíř († 14. prosince 1957)
- 1888 – Johannes Thummerer, německý knihovník a spisovatel († 31. října 1921)
- 1889 – Karel Balling (skladatel), český hudební skladatel († 17. března 1972)
- 1891 – Josef Glogar, generální vikář arcidiecéze olomoucké († 11. října 1969)
- 1893 – Vlastimil Šádek, československý průmyslník a politik, protektorátní ministr († ? ?)
- 1895 – František Dobeš, český spisovatel († 15. března 1975)
- 1898 – Božena Hezká-Rožďálová, klavíristka, pěvkyně, hudební pedagožka a sbormistryně († 2. listopadu 1988)
- 1901 – Marie Rosůlková, česká herečka († 15. května 1993)
- 1907 – Alexandr Hackenschmied, fotograf, kameraman a režisér († 26. července 2004)

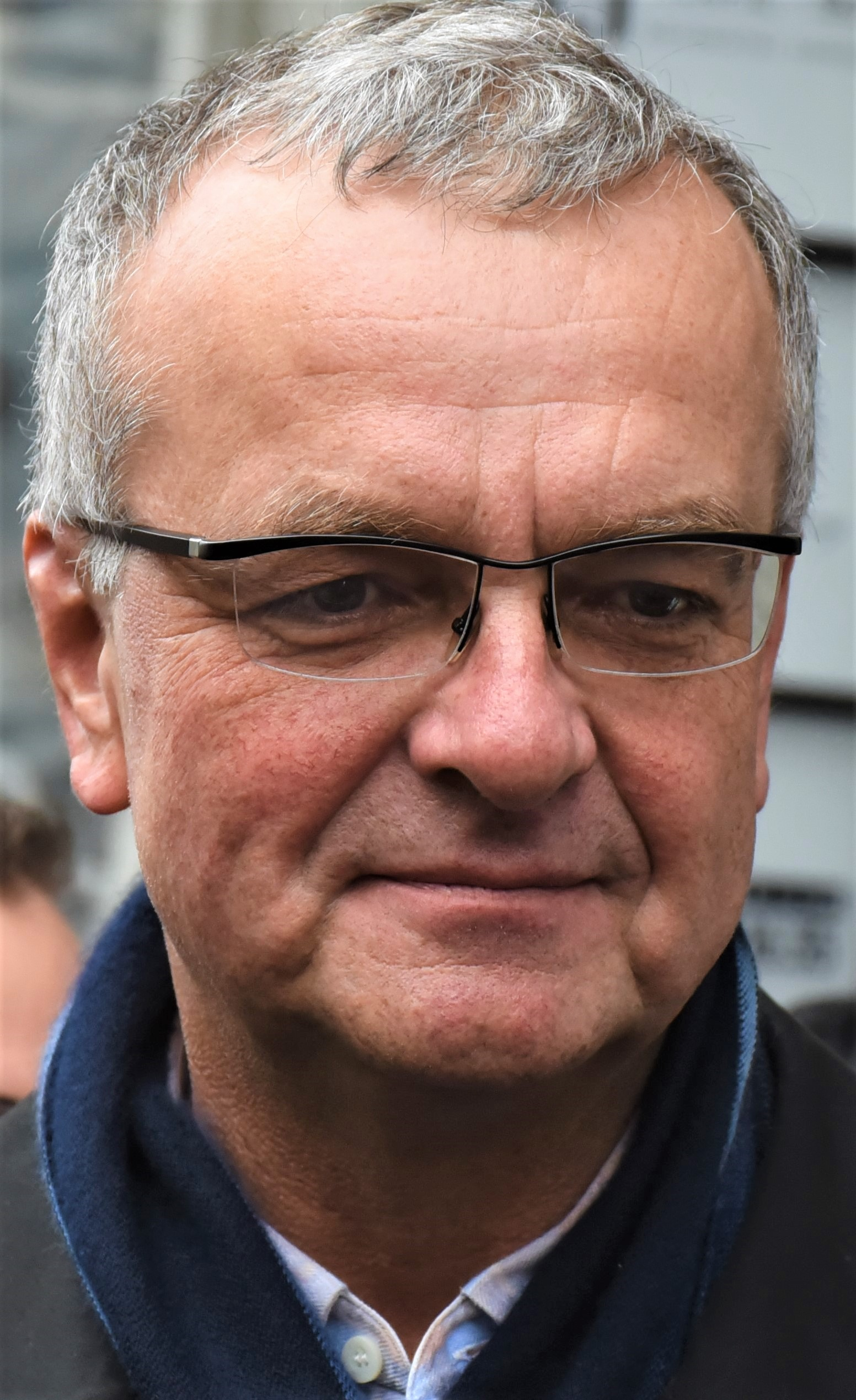
Miroslav Kalousek (* 1960)

- Miroslav Kalousek (* 1960)1908 – Štefan Čambal, fotbalový reprezentant († 18. července 1990)
- 1913 – Oldřich Hoblík, rozhlasový režisér a herec († 17. března 1981)
- 1914
  - Alfréd Radok, režisér († 22. dubna 1976)
  - Jaromír Foretník, válečný letec RAF († 3. srpna 2006)
- 1919 – Tomáš Špidlík, český katolický kněz a kardinál († 15. dubna 2010)
- 1921 – Josef Korčák, předseda vlády České socialistické republiky († 5. října 2008)
- 1925 – Jaromír Ptáček, český dramatik, dramaturg, grafik a herec († 23. prosince 2003)
- 1927 – Václav Havel, matematik a vysokoškolský pedagog
- 1929 – Jan Šplíchal, fotograf († 14. března 2019)
- 1930 – Stanislav Strnad, český režisér († 4. dubna 2012)
- 1931 – Mojmír Trávníček, literární kritik a editor († 8. července 2011)
- 1938 – Stanislav Hanzl, rektor ČVUT († 14. června 1996)
- 1939
  - Václav Jíra, český malíř
  - Jaroslav Satoranský, český herec
- 1941 – Miloslav Čermák, historik a nakladatel († 8. listopadu 2020)
- 1942 – Erich Duda, fotbalista († 16. ledna 1992)
- 1944
  - Giedrė Lukšaitė-Mrázková, česká cembalistka a varhanice
  - František Cerman, fotbalista a trenér († 20. října 2019)
- 1945 – Miloš Čižmář, český archeolog († 31. července 2012)
- 1947
  - Josef Prokeš, hudebník a spisovatel
  - Jean-Claude Barták, fotbalový záložník
- 1948
  - Iva Hüttnerová, česká herečka, výtvarnice a spisovatelka
  - Oldřich Choděra, český politik a advokát
- 1949 – Milan Bičík, politik za stranu KSČM
- 1950 – Josef Hron, český fotbalista a trenér
- 1951 – Karina Havlů, překladatelka a spisovatelka († 2. června 2018)
- 1953 – Liana Janáčková, česká politička
- 1956 – Jiří Havlíček, politik
- 1959 – Ladislav Jakl, ředitel politického odboru Kanceláře prezidenta republiky, hudebník
- 1960
  - Jaromír Dulava, český herec
  - Miroslav Kalousek, český politik, ministr financí
- 1969 – Tonya Graves, americká zpěvačka a herečka žijící v ČR
- 1980
  - Slavomír Hořínka, hudební skladatel
  - Jan Chvojka, právník a politik
- 1981 – Jan Hrdý, politik
- 1992 – Marek Červenka, fotbalista

### Svět

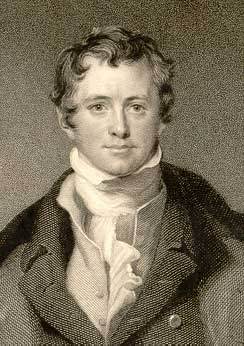
Humphry Davy (* 1778)

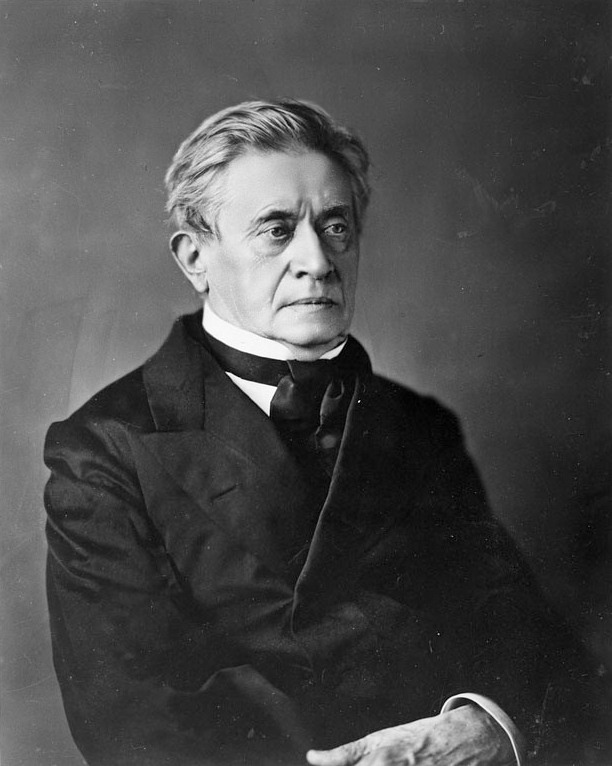
Joseph Henry (* 1797)

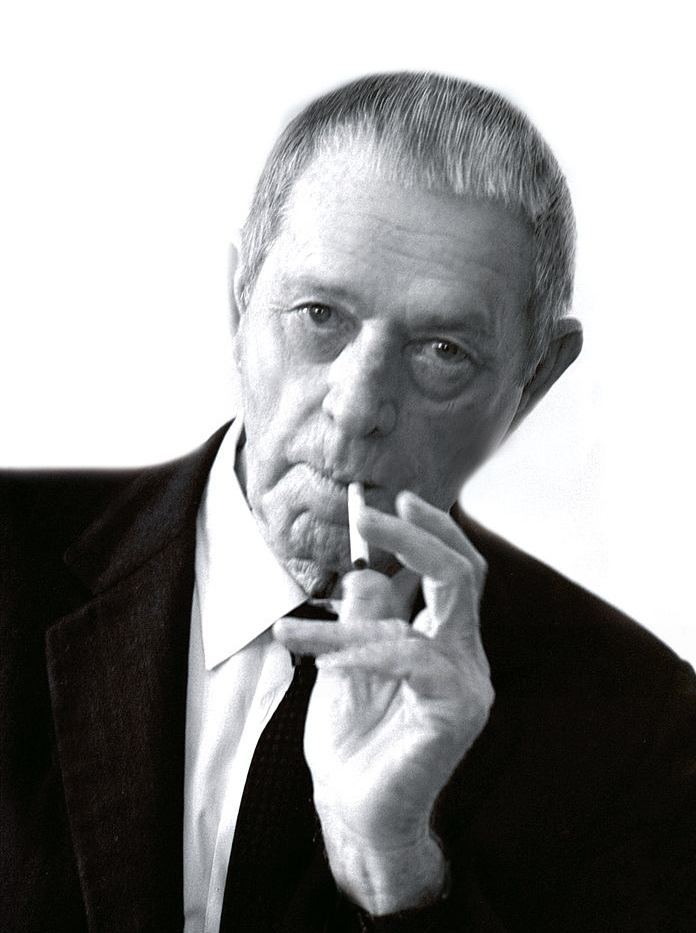
Erskine Caldwell (* 1903)

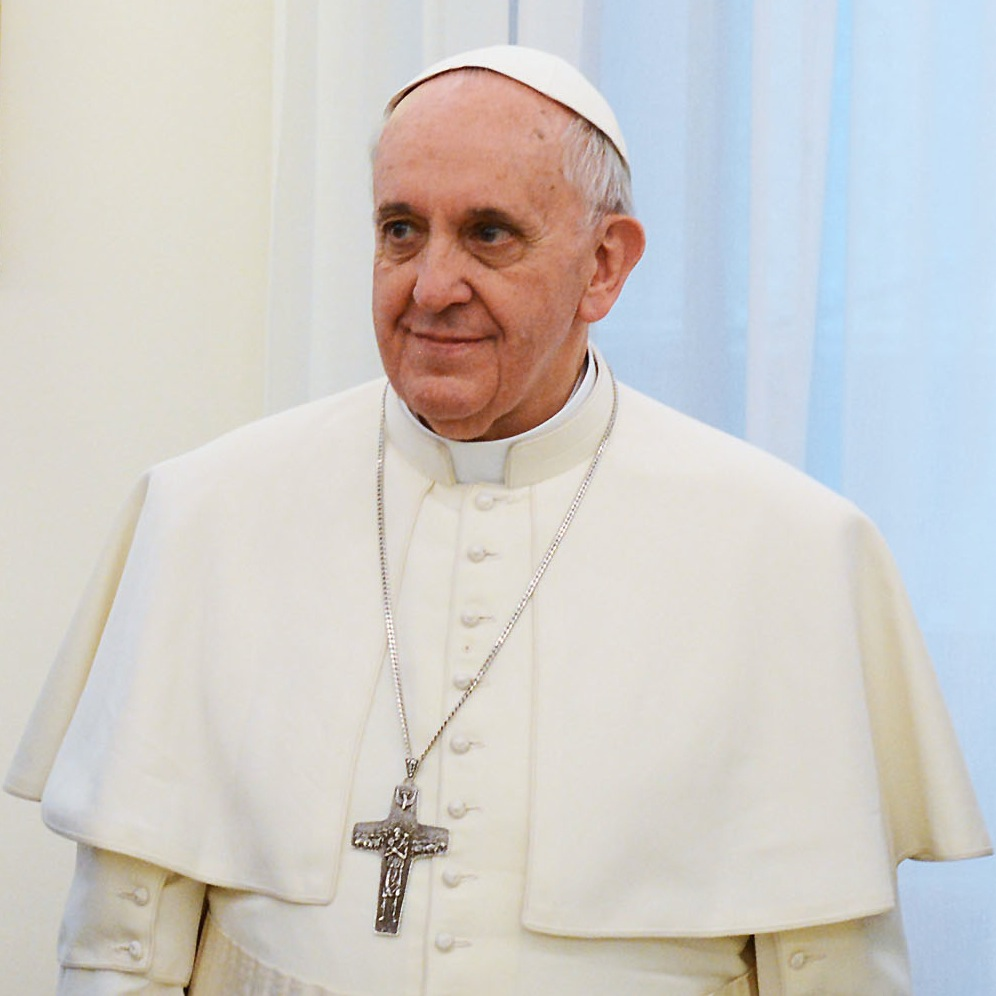
Papež František (* 1936)

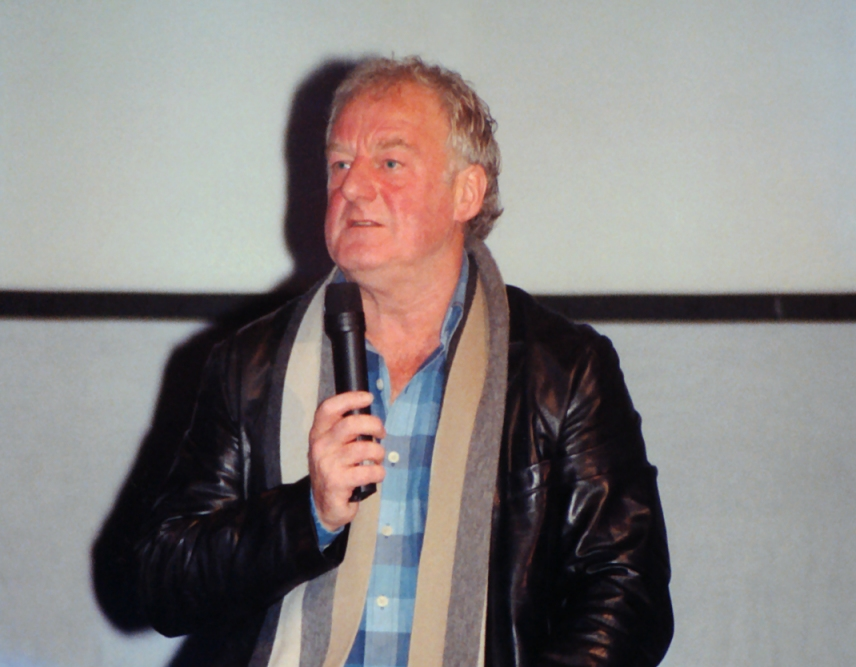
Bernard Hill (* 1944)

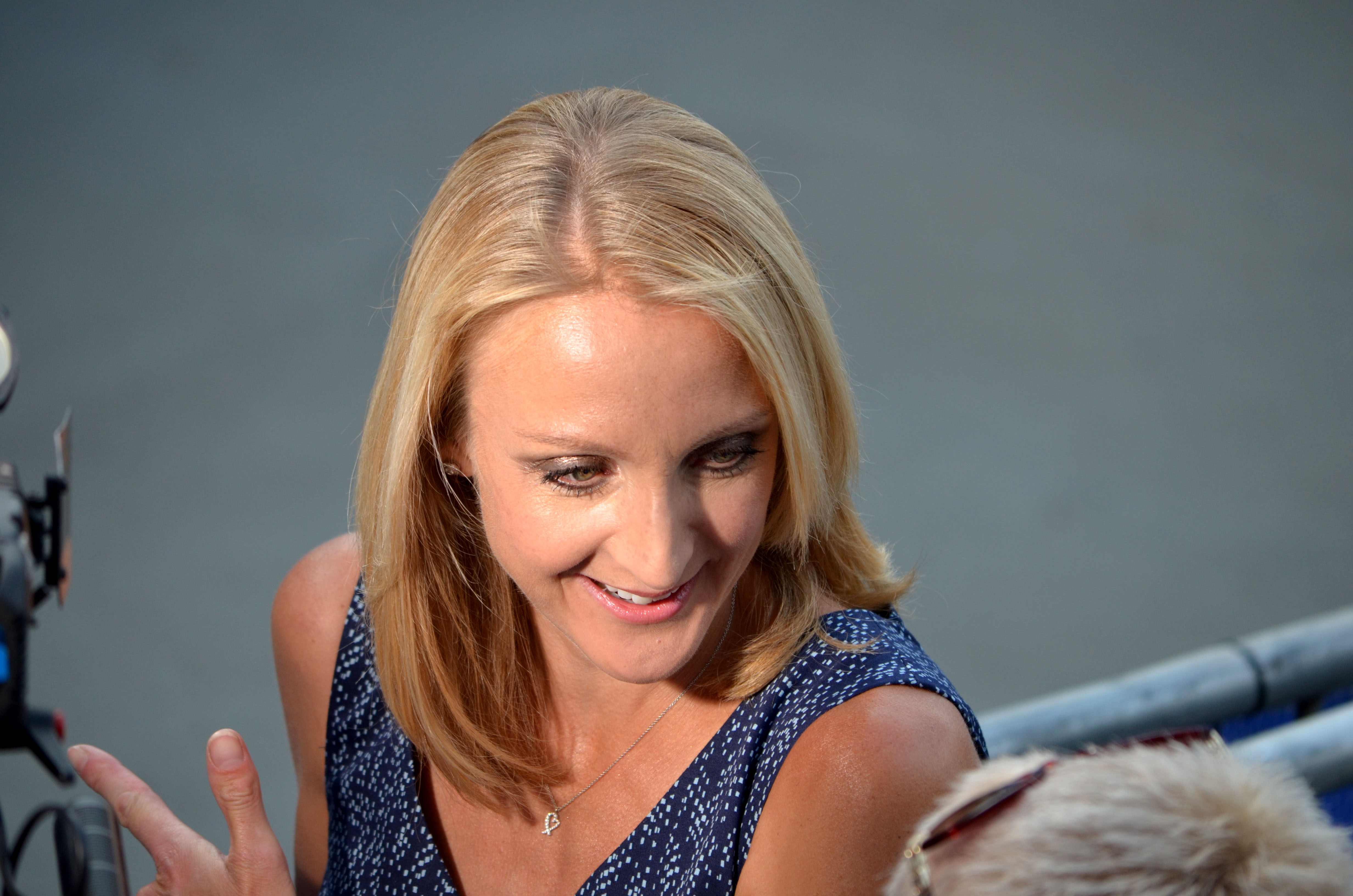
Paula Radcliffe (* 1973)

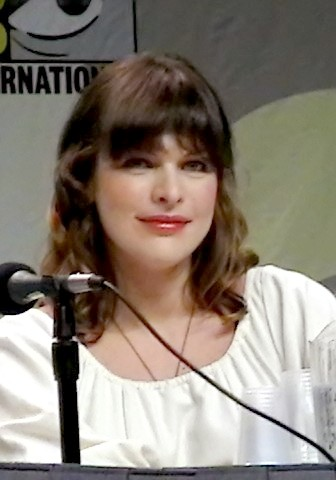
Milla Jovovich (* 1975)

- 1619 – Ruprecht Falcký, vévoda z Cumberlandu, syn Fridricha Falckého, německý a anglický vojevůdce († 29. listopadu 1682)
- 1663 – Imrich Esterházy, ostřihomský arcibiskup a uherský primas († 6. prosince 1745)
- 1700 – Fridrich Vilém Braniborsko-Schwedtský, pruský princ a braniborský markrabě († 4. března 1771)
- 1701 – Ignác z Láconi, sardinský kapucín a světec († 11. května 1781)
- 1706 – Émilie du Châtelet, francouzská matematička, fyzička a filozofka († 10. září 1749)
- 1707 – Arnošt Fridrich II. Sasko-Hildburghausenský, německý šlechtic († 13. srpna 1745)
- 1734
  - Marie I. Portugalská, portugalská královna († 20. února 1816)
  - William Floyd, americký politik ze státu New York († 4. srpna 1821)
- 1749 – Domenico Cimarosa, italský skladatel († 11. ledna 1801)
- 1753 – William Beechey, anglický malíř († 28. ledna 1839)
- 1778 – Humphry Davy, anglický chemik († 29. května 1829)
- 1797 – Joseph Henry, americký fyzik († 13. května 1878)
- 1800 – Gergely Czuczor, maďarský romantický básník († 9. září 1866)
- 1802 – František Karel Habsbursko-Lotrinský, rakouský arcivévoda († 8. března1878)
- 1807 – John Greenleaf Whittier, americký kvakerský básník a abolicionista († 7. září 1892)
- 1820 – Heinrich Müller, německý anatom († 10. května 1864)
- 1839
  - Ferdinand de Rothschild, rakouský baron, bankéř, sběratel umění a politik († 17. prosince 1898)
  - Lavoslav Gregorec, rakouský římskokatolický kněz a politik slovinské národnosti († 22. října 1924)
- 1840 – Christian Frederik Emil Horneman, dánský hudební skladatel († 8. června 1906)
- 1842 – Sophus Lie, norský matematik († 18. února 1899)
- 1843 – Karl Haugwitz, rakouský šlechtic († 3. června 1921)
- 1847 – Adam Jędrzejowicz, předlitavský státní úředník a politik († 4. května 1924)
- 1853 – Émile Roux, francouzský lékař, bakteriolog a průkopník mikrobiologie († 3. listopadu 1933)
- 1859 – Paul César Helleu, francouzský malíř, grafik a návrhář († 23. března 1927)
- 1865 – Max Julius Coudenhove, rakouský politik a diplomat († 3. července 1928)
- 1866 – Konrad Stäheli, švýcarský sportovní střelec, trojnásobný olympijský vítěz 1900 († 5. listopadu 1931)
- 1873 – Ford Madox Ford, anglický spisovatel, básník, kritik a redaktor († 26. června 1939)
- 1874 – William Lyon Mackenzie King, premiér Kanady († 22. července 1950)
- 1875 – John Washington Butler, americký farmář a člen Sněmovny reprezentantů státu Tennessee († 24. září 1952)
- 1887
  - Hermína Reusská, druhá manželka Viléma II. Pruského († 7. srpna 1947)
  - Arthur Omre, norský spisovatel († 16. srpna 1967)
- 1891 – Chu Š’, čínský politik a diplomat († 24. února 1962)
- 1894 – Wim Schermerhorn, premiér Nizozemska († 10. března 1977)
- 1895 – Gerald Patterson, australský tenista († 13. června 1967)
- 1897 – Ašer Chiram, izraelský architekt († 26. listopadu 1973)
- 1900
  - Mary Cartwrightová, britská matematička († 3. dubna 1998)
  - Katina Paxinou, řecká herečka († 22. února 1973)
- 1903 – Erskine Caldwell, americký spisovatel († 11. dubna 1987)
- 1905 – Simo Häyhä, finský odstřelovač († 1. dubna 2002)
- 1908
  - Willard Libby, americký fyzikální chemik, Nobelova cena za chemii 1960 († 8. září 1980)
  - Ferdinand Gabaj, slovenský prozaik († 12. července 1974)
- 1915 – Robert A. Dahl, americký profesor politologie († 6. února 2014)
- 1916 – Penelope Fitzgeraldová, anglická spisovatelka († 28. dubna 2000)
- 1920 – Kenneth Iverson, kanadský informatik († 19. října 2004)
- 1921
  - Ron Davies, velšský fotograf († 26. října 2013)
  - Anne Golonová, francouzská spisovatelka († 14. července 2017)
- 1922 – Elo Romančík, slovenský herec († 9. října 2012)
- 1923 – Jaroslav Pelikan, americký teolog a historik († 13. května 2006)
- 1924 – Jochaj Ben Nun, velitel Izraelského vojenského námořnictva († 6. června 1994)
- 1925 – Guglielmo Giovannini, italský fotbalista († 17. července 1990)
- 1928
  - Johan Fjord Jensen, dánský literární historik († 21. prosince 2005)
  - Eli Beeding, kapitán letectva Spojených států († 21. prosince 2013)
- 1930 – Bob Guccione, zakladatel amerického erotického časopisu Penthouse († 20. října 2010)
- 1931 – János Brenner, maďarský římskokatolický kněz a blahoslavený († 15. prosince 1957)
- 1932 – Tinka Kurti, albánská herečka
- 1933 – Walter Booker, americký kontrabasista († 24. listopadu 2006)
- 1936 – František, 266. papež († 21. dubna 2025)
- 1937 – John Kennedy Toole, americký spisovatel († 26. března 1969)
- 1938
  - Carlo Little, anglický rockový bubeník († 6. srpna 2005)
  - Peter Snell, novozélandský atlet, olympijský vítěz († 12. prosince 2019)
- 1942
  - Tibor Šagát, slovenský lékař a ministr zdravotnictví
  - Gide'on Gechtman, izraelský umělec, fotograf a sochař († 27. listopadu 2008)
  - Toni Iordache, rumunský romský cimbalista († 1988)
  - Paul Butterfield, americký bluesový zpěvák a hráč foukací harmoniku († 4. května 1987)
  - Muhammadu Buhari, nigerijský prezident
- 1943
  - Ron Geesin, skotský hudebník a skladatel
  - Mary Brunner, členka Mansonovy rodiny, která zabila Sharon Tate
  - József Csatári, maďarský zápasník († 30. ledna 2021)
- 1944
  - Bernard Hill, anglický herec († 5. května 2024)
  - Dino Dines, britský rockový klávesista († 28. ledna 2004)
  - Timo K. Mukka, finsko-laponský spisovatel a malíř († 27. března 1973)
  - Ferenc Bene, maďarský fotbalový útočník († 27. února 2006)
- 1945 – Jacqueline Wilsonová, britská spisovatelka
- 1946
  - Eugene Levy, kanadský herec, režisér, producent, hudebník a spisovatel
  - Ján Piroh, slovenský dokumentarista († 30. ledna 2003)
- 1947
  - Zakhar Bron, ruský houslista
  - Mykola Azarov, předseda vlády Ukrajiny
- 1948 – Darryl Way, britský rockový hudebník
- 1949 – Paul Rodgers, anglický rockový zpěvák a skladatel
- 1950 – Július Filo, generální biskup Evangelické církve augsburského vyznání na Slovensku
- 1951
  - Ján Greguš, slovenský zpěvák, skladatel a textař
  - Ken Hitchcock, kanadský hokejový trenér
  - Taťjana Kazankinová, sovětská atletka, běžkyně na středních tratích
- 1952 – Charlotte Schwabová, švýcarská herečka
- 1953
  - Bill Pullman, americký herec
  - Alexandr Beljavskij, slovinský šachový velmistr
  - Ikue Mori, japonská bubenice a grafická designérka
- 1954 – Jeanne Kalogridis, americká spisovatelka
- 1955 – Danny Ajalon, izraelský politik
- 1958
  - Penelope Houston, americká zpěvačka
  - Mike Mills, baskytarista americké rockové kapely R.E.M.
- 1959
  - Stanislav Izakovič, slovenský fotbalista († 12. října 2022)
  - Hattie Hayridgeová, britská herečka a komička
- 1960 – Moreno Argentin, italský cyklista
- 1961 – Kazimír Gajdoš, slovenský fotbalista
- 1962 – Ari Folman, izraelský filmový režisér
- 1965
  - Craig Berube, kanadský lední hokejista
  - Jasna Šekarićová, srbská sportovní střelkyně
- 1966
  - Júko Arimoriová, japonská maratonská běžkyně
  - Robin Fraser, americký fotbalista
- 1967
  - Gigi D'Agostino, italský DJ
  - Vincent Damphousse, kanadský hokejista
  - Salavat Rachmetov, ruský sportovní lezec
- 1968 – Claudio Suárez, mexický fotbalista
- 1969 – Laurie Holdenová, americko-kanadská herečka a aktivistka za lidská práva
- 1970
  - Igor Girkin, vojenský velitel Doněcké lidové republiky a Novoruska
  - Lado Gurgenidze, gruzínský politik
- 1972 – Iván Pedroso, kubánský atlet, skokan do dálky
- 1973
  - Paula Radcliffová, anglická sportovkyně
  - Konstadinos Gatsioudis, řecký oštěpař
- 1974 – Sarah Paulsonová, americká herečka
- 1975 – Milla Jovovich, americká herečka
- 1976 – Andrew Simpson, britský jachtař († 9. května 2013)
- 1977
  - Arnaud Clément, francouzský tenista
  - Mladen Varaga, bosenský basketbalista
  - Katheryn Winnicková, kanadská herečka
- 1981
  - David Longstreth, americký hudebník
  - Tim Wiese, německý fotbalový brankář
- 1983
  - Gregory Campbell, kanadský lední hokejista
  - Erik Christensen, kanadský lední hokejista
- 1984 – Martin Emmrich, německý tenista
- 1985 – Ümit Korkmaz, rakouský fotbalista
- 1986 – Olga Golovkinová, ruská atletka
- 1987 – Maryna Arzamasavová, běloruská atletka
- 1988
  - David Lekuta Rudisha, keňský atlet, běžec
  - Yann Sommer, švýcarský fotbalista
- 1989 – André Ayew, francouzsko-ghanský fotbalista
- 1990
  - Henri Anier, estonský fotbalista
  - Tom Walker, skotský zpěvák a textař
- 1991 – Alžbeta Bartošová, slovenská zpěvačka, herečka
- 1998 – Manu Ríos, španělský herec, zpěvák a model
- 1999
  - Hallgeir Engebråten, norský rychlobruslař
  - Martin Ødegaard, norský fotbalista
- 2000 – Wesley Fofana, francouzský fotbalista
- 2007 – James Alexander Philip Theo Mountbatten-Windsor, hrabě z Wessexu

## Úmrtí

### Česko
- 1108 – Judita Grojčská, česká princezna, dcera Vratislava II. (* 1066)
- 1833 – František Jakub Jindřich Kreibich, kněz, kartograf a astronom (* 26. července 1759)
- 1855 – Josef August Heller, hudební skladatel a kritik (* kolem roku 1800)
- 1887 – Štěpán Bačkora, učitel (* 2. července 1813)
- 1888 – Leopold Lev Thun-Hohenstein, český a rakouský politik (* 7. dubna 1811)
- 1891 – Ladislav Truksa, český matematik, statistik († ?)
- 1897 – Sofie Podlipská, česká spisovatelka (* 15. května 1833)
- 1918 – Ervín Špindler, politik, novinář, básník a překladatel (* 29. srpna 1843)
- 1922 – Antonín Kalina, politik a diplomat (* 15. června 1870)
- 1928 – Josef F. Khun, učitel, spisovatel a překladatel (* 8. března 1869)
- 1950 – František Loubal, spisovatel, historik a politický vězeň (* 3. března 1893)
- 1958 – Josef Vlasák, generál a velmistr Rytířského řádu Křižovníků s červenou hvězdou (* 26. dubna 1867)
- 1961 – Ferdinand Pujman, dramaturg, režisér opery Národního divadla v Praze a estetik (* 25. května 1889)
- 1962 – Bohuš Rodovský, československý politik (* 27. prosince 1874)
- 1965 – Bedřich Feigl, malíř, grafik a ilustrátor (* 6. března 1884)
- 1971 – Antonín Haas, český archivář (* 25. května 1910)
- 1982
  - Zdeněk Zuska, primátor hlavního města Prahy (* 27. dubna 1931)
  - Karel Šejna, český dirigent (* 1. listopadu 1896)
- 1984 – Josef Beneš, český antroponomastik a bohemista (* 11. ledna 1902)
- 1986 – Alfred Technik, český spisovatel, reportér a scenárista (* 6. srpna 1913)
- 1989 – Antonín Hájek, zpěvák, skladatel, kontrabasista a baskytarista, textař (* 14. ledna 1944)
- 2010 – Rudolf Zukal, český fotograf (* 7. června 1935)
- 2015 – Evžen Šteflíček, architekt (* 8. července 1922)
- 2017 – Pavel Brázda, český výtvarník (* 21. srpna 1926)

### Svět

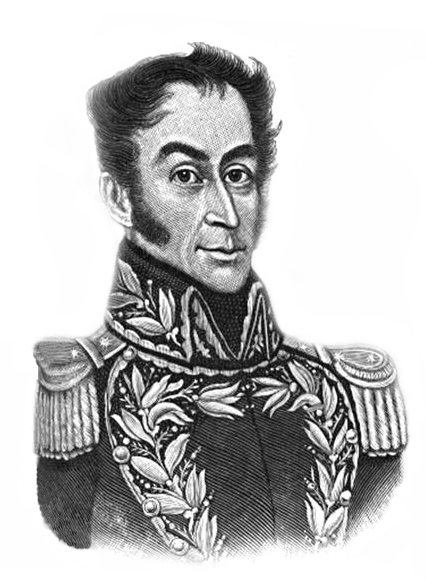
Simón Bolívar († 1830)

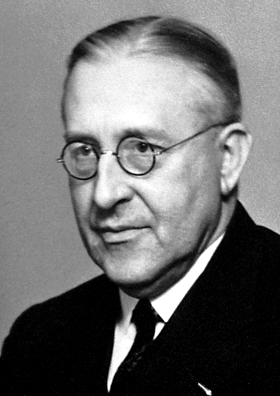
Victor Hess († 1964)

- 1187 – Řehoř VIII., papež (* 1100)
- 1195 – Balduin V. Henegavský, hrabě henegavský (* 1150)
- 1273 – Džaláleddín Balchí Rúmí, perský básník, právník, teolog a učitel súfismu (* 30. září 1207)
- 1275 – Erik Birgersson, vévoda ze Smålandu (* 1250)
- 1367 – Dětřich z Portic, arcibiskup magdeburský, rádce Karla IV. (* 1300)
- 1655 – Hideie Ukita, japonský daimjó (* 1573)
- 1697 – Eleonora Marie Josefa Habsburská, dcera císaře Ferdinanda III., polská královna (* 21. května 1653)
- 1713 – Nicolò Beregan, italský šlechtic, právník, básník, historik, překladatel a operní libretista (* 21. února 1627)
- 1732 – Josef Johann Adam z Lichtenštejna, lichtenštejnské kníže (* 25. května 1690)
- 1763 – Fridrich Kristián Saský, saský kurfiřt (* 5. září 1722)
- 1830 – Simón Bolívar, jihoamerický politik (* 24. července 1783)
- 1847 – Marie Luisa Habsbursko-Lotrinská, francouzská císařovna, manželka Napoleona I. Bonaparta (* 12. prosince 1791)
- 1857 – Francis Beaufort, irský hydrograf (* 1774)
- 1860 – Désirée Clary, norská a švédská královna (* 8. listopadu 1777)
- 1881 – Lewis Henry Morgan, americký etnograf, antropolog a archeolog (* 21. listopadu 1818)
- 1898
  - Ferdinand de Rothschild, rakouský baron, bankéř, sběratel umění a politik (* 17. prosince 1839)
  - Hermann Wilhelm Vogel, německý chemik a fotograf (* 26. března 1834)
- 1906 – Ignác Acsády, maďarský historik (* 9. září 1845)
- 1907 – William Kelvin, irský fyzik (* 1824)
- 1909 – Leopold II. Belgický, belgický král (* 1835)
- 1917
  - Ber Borochov, marxisticko-sionistický vůdce a spisovatel (* 4. červenec 1881)
  - Elizabeth Garrettová Andersonová, anglická lékařka a feministka (* 9. června 1836)
- 1921 – Gabriela Zapolska, polská dramatička, spisovatelka a publicistka (* 30. března 1857)
- 1928 – Frank Rinehart, americký malíř a fotograf (* 12. února 1861)
- 1933
  - Thubtän Gjamccho, 13. tibetský dalajlama (* 12. února 1876)
  - Oskar Potiorek, rakousko-uherský generál (* 20. listopadu 1853)
- 1935 – Juan Vicente Gómez, venezuelský prezident (* 24. července 1857)
- 1944 – Mirko Nešpor, slovenský vysokoškolák, antifašista (* 28. září 1924)
- 1947 – Johannes Nicolaus Brønsted, dánský fyzikální chemik (* 22. února 1879)
- 1954 – Zofia Nałkowska, polská spisovatelka (* 10. listopadu 1884)
- 1960 – Boris Ivanovič Čeranovskij, sovětský letecký konstruktér (* 13. července 1896)
- 1964 – Victor Franz Hess, rakouský fyzik, nositel Nobelovy ceny (* 24. června 1883)
- 1965
  - Tommaso Lequio di Assaba, italský žokej, olympijský vítěz (* 21. prosince 1893)
  - Hastings Lionel Ismay, britský generál, první generální tajemník NATO (* 21. června 1887)
- 1967 – Harold Holt, australský politik, předseda vlády (* 4. srpna 1908)
- 1973
  - Amleto Giovanni Cicognani, italský kardinál a státní sekretář (* 24. února 1883)
  - Charles Greeley Abbot, americký astrofyzik (* 1872)
- 1975 – Hound Dog Taylor, americký bluesový kytarista a zpěvák (* 12. dubna 1915)
- 1978
  - Joseph Frings, kolínský arcibiskup a kardinál (* 6. února 1887)
  - Don Ellis, americký trumpetista a bubeník (* 25. července 1934)
- 1982
  - Leonid Kogan, sovětský houslista (* 14. listopadu 1924)
  - Big Joe Williams, americký bluesový hudebník (* 16. října 1903)
- 1986 – Guillermo Cano Isaza, kolumbijský novinář (* 12. srpna 1925)
- 1987
  - Bernard Jan Alfrink, kardinál, arcibiskup Utrechtu a nizozemský primas (* 5. července 1900)
  - Marguerite Yourcenarová, francouzská spisovatelka, dramatička, poetka, kritička, překladatelka a akademička (* 1903)
- 1990 – Ludwig Lachmann, německý ekonom (* 1. února 1906)
- 1992
  - Dana Andrews, americký filmový a divadelní herec (* 1. ledna 1909)
  - Günther Anders, rakouský filozof a spisovatel (* 12. července 1902)
- 1999
  - Grover Washington, Jr., americký saxofonista (* 12. prosince 1943)
  - Jürgen Moser, německý matematik (* 4. července 1928)
- 2003 – Karol Zachar, slovenský herec a režisér (* 12. ledna 1918)
- 2004 – Dick Heckstall-Smith, britský saxofonista (* 16. září 1934)
- 2009 – Jennifer Jonesová, americká filmová herečka (* 2. března 1919)
- 2010
  - Captain Beefheart, americký zpěvák (* 15. ledna 1941)
  - Nico Papatakis, řecký režisér (* 5. července 1918)
- 2011
  - Cesária Évora, kapverdská zpěvačka (* 27. srpna 1941)
  - Kim Čong-il, vůdce Korejské lidově demokratické republiky (* 16. února 1941)
- 2012 – Daniel Inouye, americký politik (* 7. srpna 1924)
- 2013
  - Ricardo María Carles Gordó, španělský kardinál (* 24. září 1926)
  - Rudolf Filkus, slovenský ekonom a politik (* 2. září 1927)
- 2018 – Penny Marshallová, americká herečka, režisérka a producentka (* 15. října 1943)
- 2019 – Karin Balzerová, německá sprinterka, olympijská vítězka (* 5. června 1938)
- 2022 – Manuel Muñoz, chilský fotbalista (* 28. dubna 1928)
- 2023 – Otar Ioseliani, gruzínský režisér (* 2. února 1934)

## Svátky

### Česko
- Daniel
- Dan
- Lazar

Katolický kalendář
- Svatý Lazar

## Pranostiky

### Česko
- O svatém Lazaru ucpi v sednici každou spáru.

| 17. prosinec v pražském KlementinuÚdaje jsou platné k 11. 3. 2025. | 17. prosinec v pražském KlementinuÚdaje jsou platné k 11. 3. 2025. | 17. prosinec v pražském KlementinuÚdaje jsou platné k 11. 3. 2025. |
| minimum                                                            | denní průměr                                                       | maximum                                                            |
| ------------------------------------------------------------------ | ------------------------------------------------------------------ | ------------------------------------------------------------------ |
| −23,8 °C (1788)                                                    | 0,9 °C (od 1961)                                                   | 12,0 °C (2015)                                                     |